# Grenadýrmarš
Grenadýrmarš (německy Grenadiermarsch, maďarsky gránátos kocka) je pokrm pocházející z rakouské a maďarské vojenské kuchyně, připravovaný z vařených brambor, těstovin a dalších přísad. Jedná se o typický příklad levného jídla z několika surovin.

## Název a historie
Název grenadýrmarš (také granátnický pochod nebo granadýr)  je odvozen od granátníků, kterým byl tento pokrm připravován v rakouské armádě. Teorie o konkrétní době vzniku jsou různé: podle jedné se začal připravovat díky iniciativě Marie Terezie, která chtěla, aby vojáci v její armádě dostávali alespoň jedno sytivé teplé jídlo denně, podle jiné vznikl až v době napoleonských válek. V těchto dobách byla vojákům zřejmě připravována podobná jídla, jejichž základem byla ohřátá směs různých zbytků potravin, např. brambor, masa nebo třeba knedlíků.
Na Slovensku se kolem roku 2020 jednalo o pokrm spojovaný se vzpomínkami na stravování ve školních jídelnách.

## Suroviny
Grenadýrmarš vzniká smícháním zvlášť uvařených brambor a těstovin, cibule osmahnuté na sádle a koření. Brambory jsou v pokrmu rozšťouchané nebo nakrájené na kousky, těstoviny se většinou používají krátké a široké (typicky fleky), celý pokrm je dochucen solí a dále různými kombinacemi pepře, kmínu a mleté červené papriky (často se používá směs sladké a pálivé). Dalšími volitelnými přísadami jsou např. majoránka, uzené maso, opečená slanina nebo pažitka. Výslednou směs lze buďto podávat v hrnci nebo krátce zapéct v troubě.

## Varianty

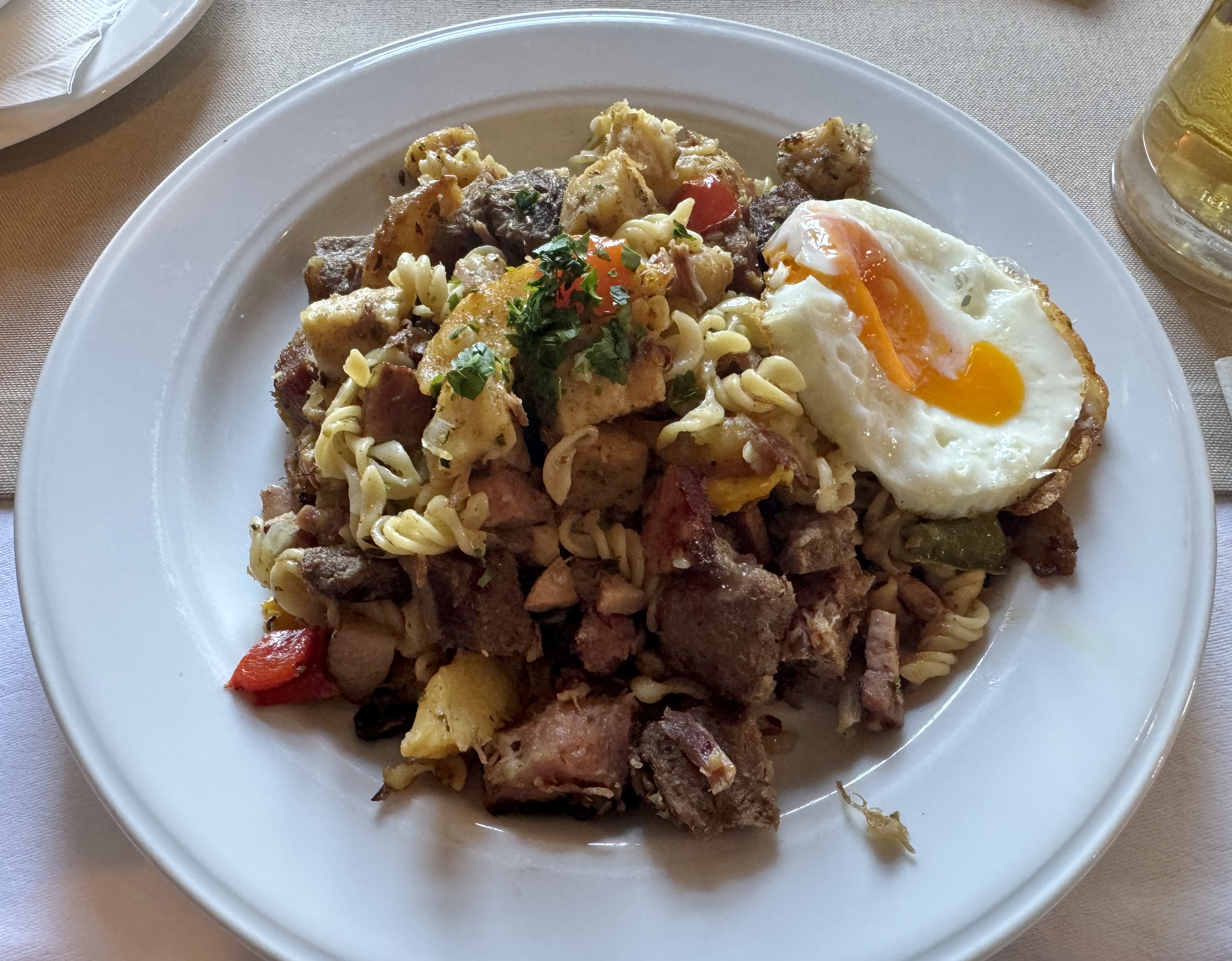
Grenadýrmarš s masem a sázeným vejcem podávaný v tradičním vídeňském hostinci

Při nahrazení tradičního sádla rostlinným olejem (např. slunečnicovým) může být grenadýrmarš připraven jako vegetariánský pokrm, stejně tak slaninu je možné v současnosti nahradit fetou nebo jiným sýrem, popřípadě i uzeným tofu.
Ke grenadýrmarši má velmi blízko maďarský pokrm šlambuc (v originále hortobágy slambuc, pojmenován podle národního parku Hortobágy), který se odlišuje především větším množstvím slaniny a přípravou celého jídla v jediné nádobě (typicky kotlíku). Pokrm mohou doplňovat drcené chilli papričky nebo nakrájená zeleninová paprika.